# زاك فلوريس
زاك فلوريس (31 أغسطس 1982 في الولايات المتحدة - ) هو لاعب كرة قدم أمريكي وبوليفيا في مركز الدفاع. شارك مع منتخب بوليفيا لكرة القدم. أما مع النوادي، فقد لعب مع تشاكاريتا جيونيورز وذي سترونغيست ونادي بوليفار وCrystal Palace Baltimore ‏.

## وصلات خارجية
- زاك فلوريس على موقع قاعدة بيانات كرة القدم.إي يو (الإنجليزية)